# Misael Alerm Pou
Misael Alerm Pou (La Garriga, 1990) és un artista, activista cultural i poeta català. És llicenciat en Belles arts per la Universitat de Barcelona. Col·labora amb el bisetmanari la Directa escrivint-hi ressenyes culturals.

## Obra poètica
- Vell país natal (2014)[3][4]
- Aiga (2017)[5] (amb epíleg de Perejaume)[6][7]
- Caminava amb uns amics (2019)